# 1914 в авіації

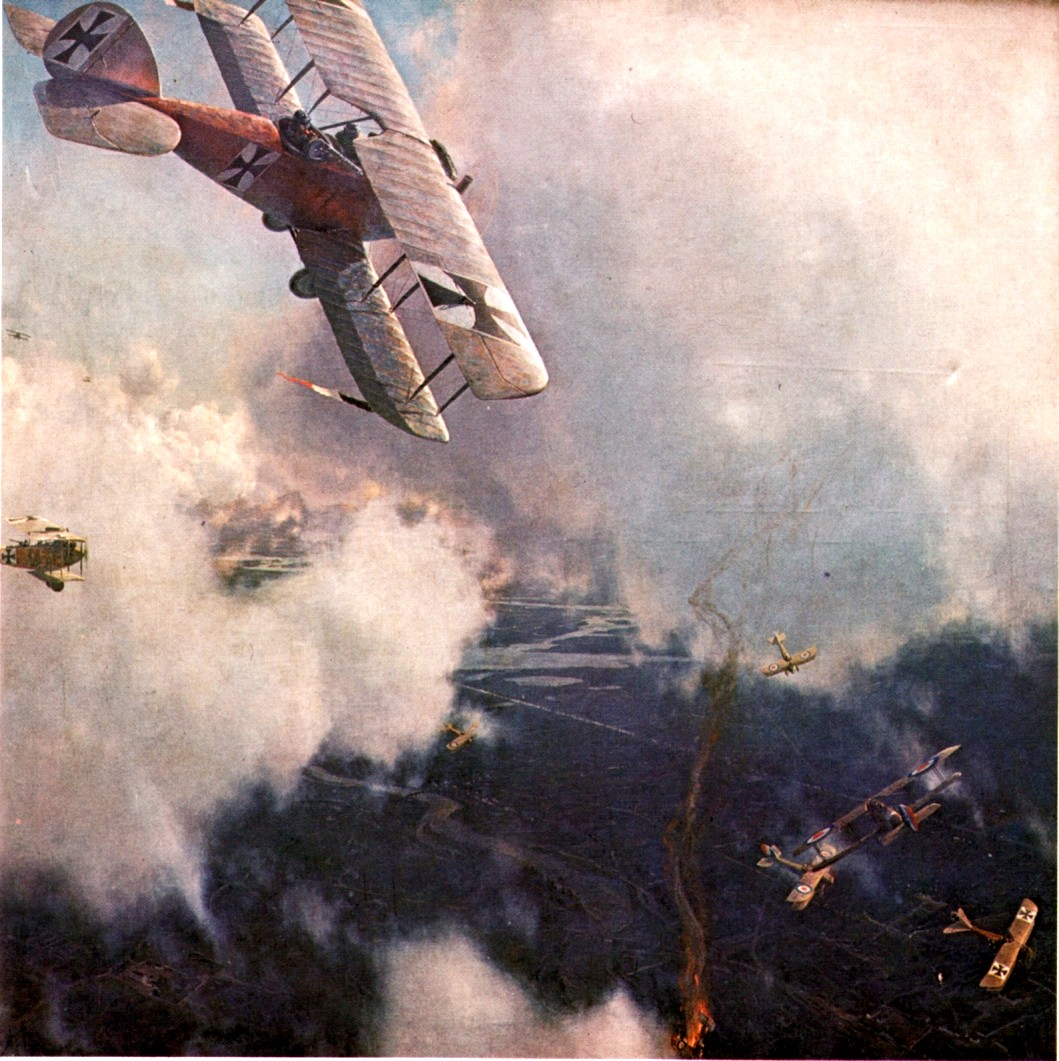
1914 рік, початок Першої світової війни. Повітряний бій

Основна стаття: Авіація.
1914 рік у авіації.

## Події
- 28 липня — з британського торпедоносця Short S.184 проведено перше у світі скидання торпеди з літака.
- 6 серпня — внаслідок вогню із землі німецька армія втратила у бою перший дирижабль Zeppelin Z VI. Дирижабль було пошкоджено під час його першого бойового завдання по бомбардуванню Льєжа.
- 13 серпня — з початку Першої світової війни до Франції прибули перші британські біплани B.E.2.
- 22 серпня — під час патрулювання над Бельгією німецьким гвинтівочним вогнем збито Авро 504 з Королівських ВПС. Це перший британський літак знищений с початку Першої світової війни.
- 30 серпня — німецькі пілоти здійснили перше бомбардування Парижа.
- 27 вересня — формується перша французька бомбардувальна авіагрупа.
- 5 жовтня — французький бомбардувальник-розвідник Voisin III збив в небі над Жоншері-сюр-Вель німецького розвідника Aviatik B.I — перша перемога французьких ВПС у війні[1].
- Листопад — французький авіатор Ролан Гаррос першим поєднав кулемет з поздовжньою віссю літака та запропонував конструкцію, що давала змогу стріляти з кулемета розташованого за ведучим гвинтом.
- 10 грудня — став до ладу Королівського ВМФ Великої Британії авіатранспорт[Вин. 1] HMS Ark Royal. У травні 1914 недобудоване торговельне судно було куплене для його перебудови у перший у світі корабель, розроблений спеціально як база гідролітаків. Брав участь у двох Світових війнах та локальних конфліктах, був у складі Королівських ВМФ до 18 жовтня 1946[2].
- 23 грудня Російський імператор затвердив постанову Військової ради про створення Ескадри бомбардувальників «Ілля Муромець» (рос. Эскадра воздушных кораблей, ЭВК), що стала першим у світі з'єднанням бомбардувальників. Її командиром став М. В. Шидловський.

### Перший політ
- 23 лютого — Bristol Scout, британський біплан, попервах розроблявся як цивільний гоночний літак.
- Травень — Caudron G.3, одномоторний французький біплан побудований компанією Caudron, широко використовувався в Перший світовій війні як розвідувальний літак та навчальний.
- 22 червня — Curtiss Model H, американський двомоторний літаючий човен спеціально розроблений для першого безпосадочного перетину Північної Атлантики.
- 17 липня — Vickers F.B 5 «Gun Bus», британський двомісний біплан, з гвинтом розташованим позаду. Перший в світі літак спеціально побудований як винищувач.
- 22 липня — Morane-Saulnier N, французький одномісний, одномоторний аероплан часів Першої світової війни.

#### Без точної дати
- Aviatik B.I, німецький двомісний розвідувальний біплан спроектований і побудований компанією Automobil und Aviatik AG[3].
- Albatros B.II, німецький неозброєний двомісний розвідувальний біплан часів Першої світової війни.
- Voisin III, французький бомбардувальник і штурмовик виробництва фірми Aéroplanes Voisin. 14 серпня літак вперше атакував базу німецьких дирижаблів.
- Для пошуків експедиції  Г. Я. Сєдова вперше у світовій історії використовувалася полярна авіація: льотчик Ян Нагурський на гідролітаку «Фарман МФ-11» дослідив з повітря льоди і узбережжя Нової Землі на протяжності близько 1060 км.

### Авіаційні рекорди
- Ілля Муромець:
  - 4 червня — підняв на висоту в 2000 метрів 10 пасажирів
  - 5 червня — рекорд тривалості польоту (6 г. 33 хв. 10 сек.)
  - 16—17 червня — здійснив переліт за маршрутом Петербург—Київ, з однією посадкою
  - 10—11 липня — німець Райнгольд Бем (нім. Reinhold Böhm) здійснює політ на біплані Albatros протягом 24 годин і 12 хвилин без дозаправки й зупинки. Цей рекорд протримався до 1927[4]

### Прийнято на озброєння
- Ілля Муромець (рос. Илья Муромец), загальна назва декількох серій чотиримоторних біпланів, що випускалися в Російській імперії на Російсько-Балтійському вагонному заводі протягом 1913—1918. Вперше в світовій практиці на цих літаках був застосований суцільний фюзеляж, що містив кабіну в обтічному корпусі.

## Персоналії

### Народилися
- 14 лютого — Ненсі Гаркнесс Лав, американська льотчиця, військовий пілот Другої світової війни.
- 21 лютого — Ейно Ілмарі Юутілайнен (фін. Eino Ilmari Juutilainen), льотчик-винищувач військово-повітряних сил Фінляндії періоду Другої світової війни. Учасник бойових дій під час Зимової війни та Війни продовження. Здобув 94 підтверджених перемог у 437 бойових вильотах. Найрезультативніший, після асів Люфтваффе, льотчик-винищувач Другої світової.
- 22 березня — Степанченко Василь Олексійович, український авіабудівник, Герой Соціалістичної Праці, лауреат Державної премії України.
- 10 травня — Бернгард Йопе (нім. Bernhard Jope), німецький пілот бомбардувальної авіації часів Другої світової війни, брав активну участь у бойових діях на морі, здійснив близько 300 бойових вильотів.
- 31 липня — Сергій Михайлович Єгер, радянський авіаконструктор, розробник проекту середньомагістрального пасажирського літака Ту-154, член-кореспондент АН СРСР з 1984, доктор технічних наук, Герой Соціалістичної Праці (1972).
- 25 серпня — Герман Гогебак (нім. Hermann Hogeback; † 15 лютого 2004), німецький військовий льотчик, командир 6-ї бомбардувальної ескадри, оберст-лейтенант (1944) Люфтваффе. Один зі 160 кавалерів Лицарського хреста з Дубовим листям та мечами (1945).
- 13 листопада — Гюнтер Шпехт (нім. Günther Specht† 1 січня 1945), німецький льотчик-ас часів Другої світової війни, на рахунку якого 34 повітряні перемоги одержані на Західному фронті.
- 21 грудня — Теодор Вайссенбергер (нім. Theodor Weissenberger), німецький льотчик-ас часів Другої світової війни, один з найрезультативніших пілотів Люфтваффе, на рахунку якого 208 повітряних перемог, одержані у більш ніж 500 бойових вильотах. Був одним з перших пілотів, що літав та одержував перемоги на реактивному винищувачі Messerschmitt Me 262.

### Померли
- 23 травня — над Ла-Маншем зник Густав Амель (англ. Gustav Hamel), британський піонер авіації.
- 26 серпня — Петро Миколайович Нестеров, російський військовий льотчик, штабс-капітан, засновник вищого пілотажу[Вин. 2]. Загинув у повітряному бою, вперше в практиці бойової авіації застосувавши таран[Вин. 3].

## Галерея

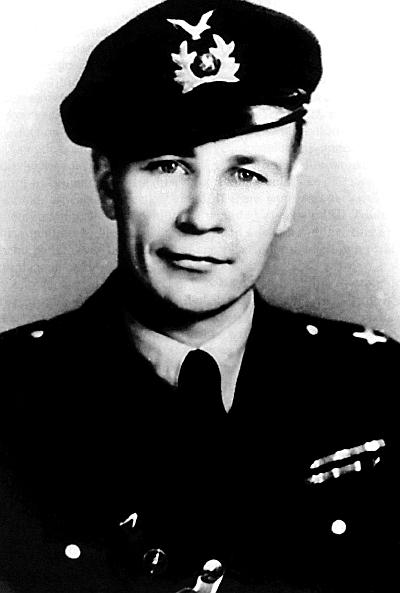
Ейно Ілмарі Юутілайнен
Василь Степанченко
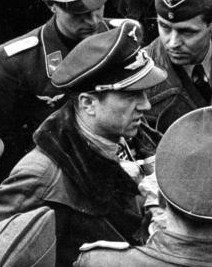
Бернгард Йопе
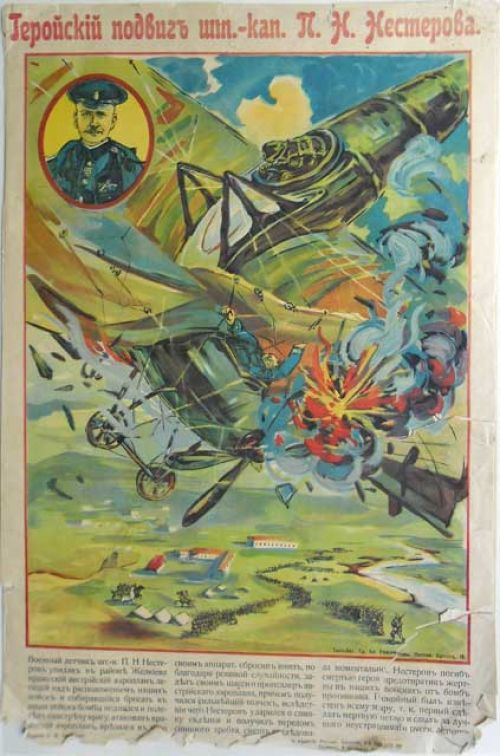
Плакат часів війни присвячений подвигу Нестерова
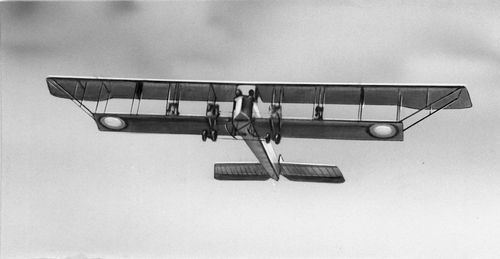
«Ілля Муромець» в польоті
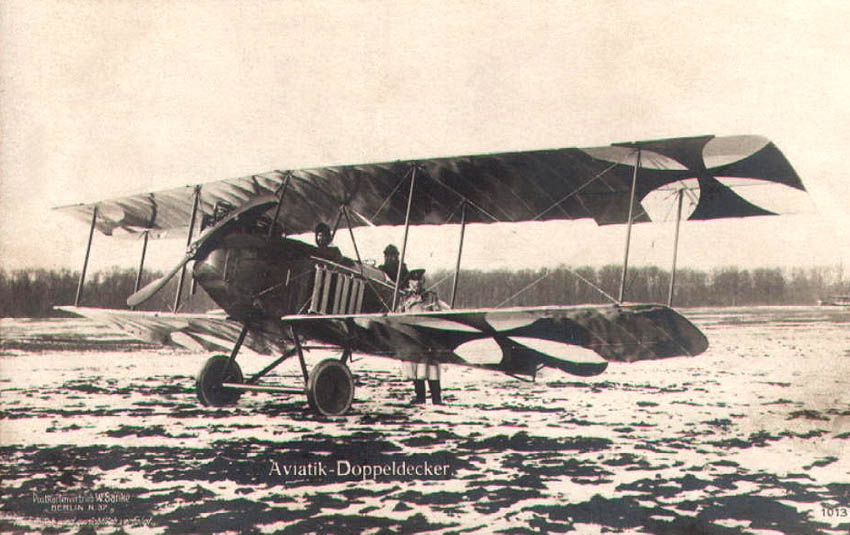
Aviatik B.I
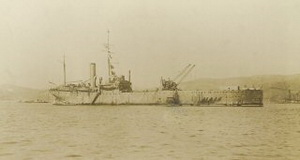
HMS Ark Royal, 1914
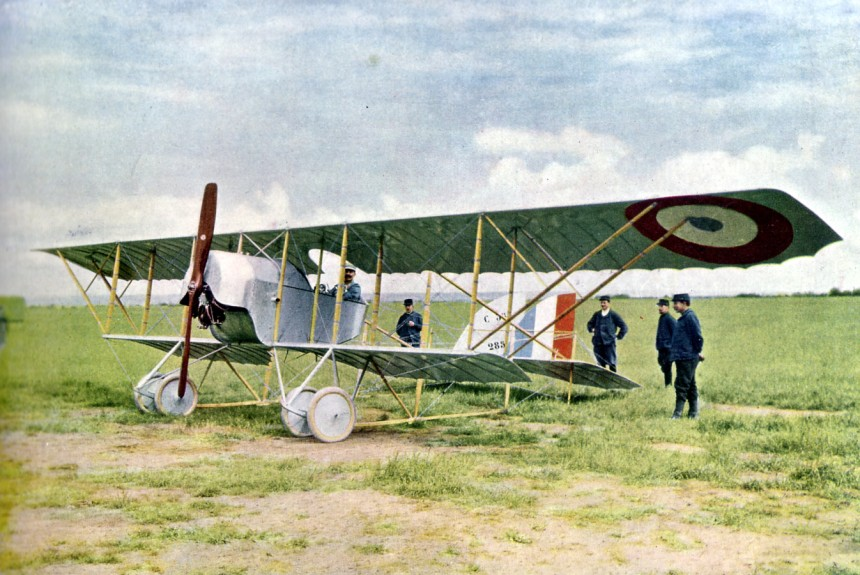
Caudron G.3
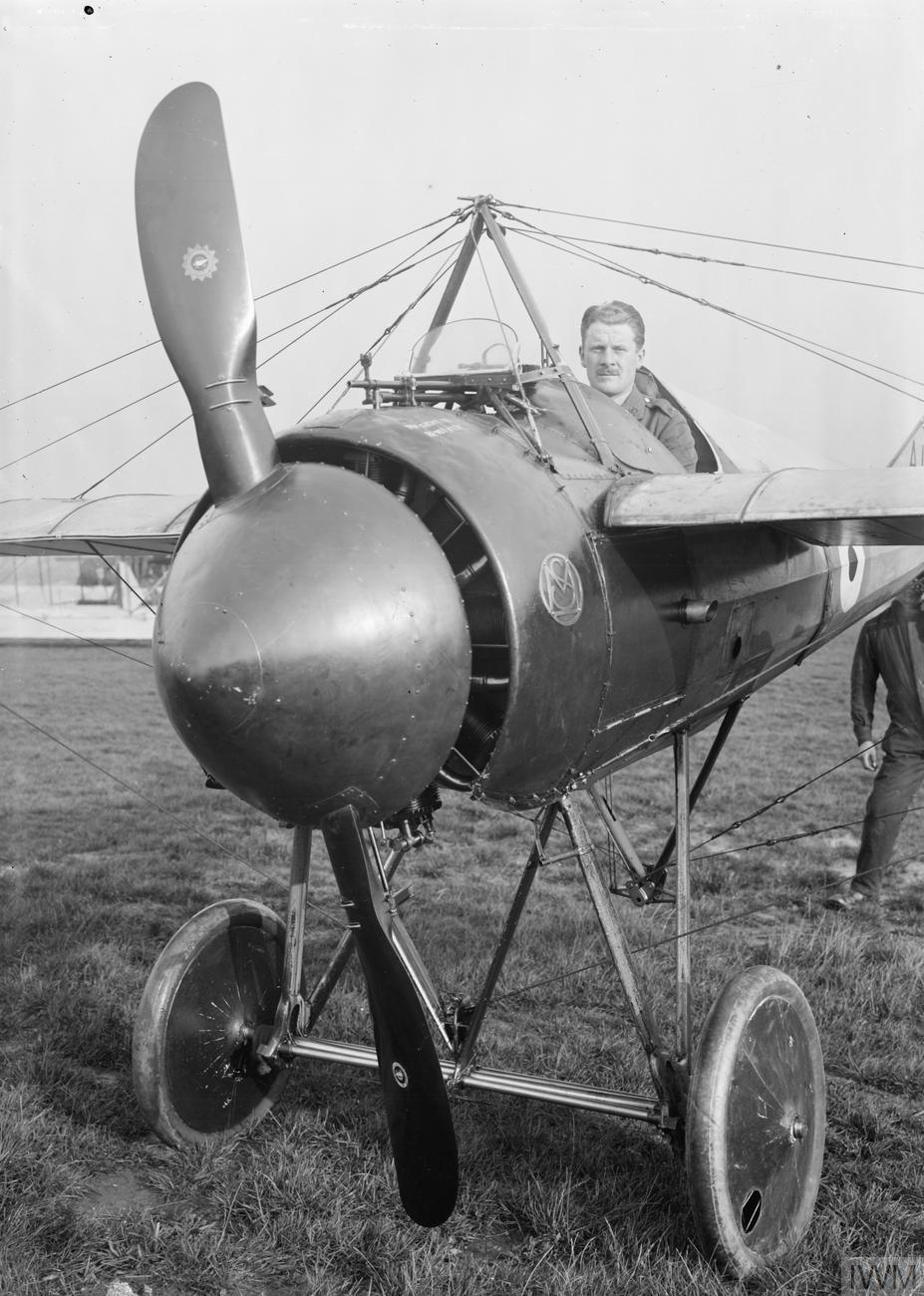
Morane-Saulnier N з пристроєм для стрільби через гвинт
Могила П. Нестерова на Лук'янівському цвинтарі в Києві
Герман Гогебак
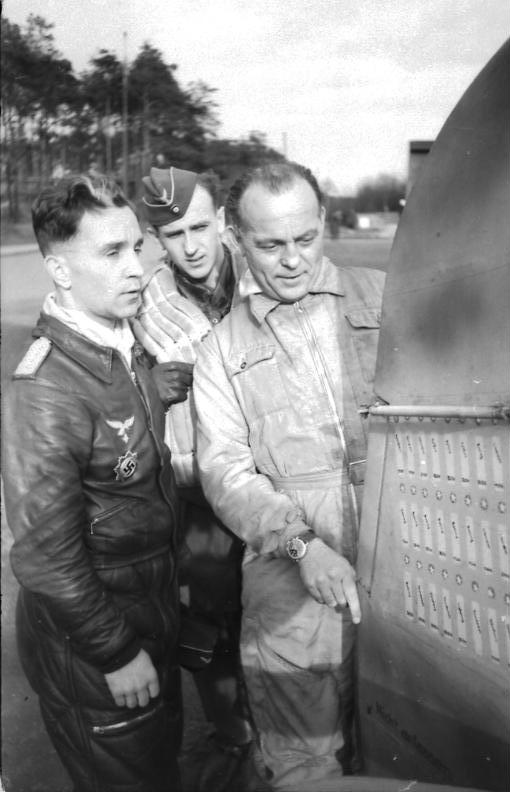
Гюнтер Шпехт, праворуч Курт Танк

### Виноски
1. ↑  Авіатранспорт або гідроавіаносец, також авіатендер, авіаматки, гідрокрейсер — корабель, що забезпечує групове базування гідролітаків з можливістю їх випуску в політ і прийому з води. Гідроавіаносці, перебудовані з транспортних суден, класифікувалися як авіатранспорт. Старт гідролітаків здійснювався, як правило, за допомогою катапульт
2. ↑  9 вересня (27 серпня) 1913 о 18 годині 10 хвилин Нестеров на новому літаку «Ньюпор»-IV виробництва московського заводу «Дукс», із двигуном потужністю 70 к.с., піднявся над Сирецьким військовим летовищем у Києві. На висоті 600 метрів на очах численних глядачів уперше у світі здійснив знамениту «мертву петлю», що згодом стала називатися «Петлею Нестерова»
3. ↑  Таран — прийом повітряного бою, що полягає в нанесенні літальному апарату противника ушкоджень безпосередньо самим літальним апаратом атакуючого. Можливий також таран наземного об'єкта або корабля